# Chicken Run
Chicken Run is een Britse animatiefilm uit 2000 geregisseerd door Peter Lord en Nick Park. De stemmen worden ingesproken door onder anderen Phil Daniels, Lynn Ferguson en Mel Gibson.
Chicken Run werd goed ontvangen en bracht meer dan 100 miljoen dollar aan recettes op. De film ontving 21 prijzen en kreeg 24 nominaties.

## Verhaal
Mevrouw Tweedy is de bazige eigenares van een kippenboerderij op het platteland van het Engelse York. De kippenboerderij heeft enkel hennen, en een haan. Mevr. Tweedy verdient haar geld aan het verkopen van de eieren, maar ze is niet tevreden met haar schramele winstmarge. Kippen die niet genoeg eieren leggen worden daarom gestraft en belanden in de pan. Ginger is een van de kippen die dit plan door heeft, en verzint allerlei vluchtpogingen om hun leven te redden. Meneer Tweedy heeft ze echter door en weet met behulp van twee waakhonden alle ontsnappingen te dwarsbomen.
Op een dag komt een stoere haan genaamd Rocky over het hek gevlogen. Hij is afgevuurd met een kanon, maar doet voor alsof hij zelf kan vliegen. Rocky wordt meteen populair en probeert de kippen te leren vliegen. Ginger heeft echter door dat Rocky een blaaskaak is. Kippen kunnen immers niet vliegen.
Meneer Tweedy ziet dat de kippen hard werken om gezamenlijk te ontsnappen, en meldt dit aan mevrouw Tweedy. Zij gelooft hem echter niet, en vertelt hem dat het tussen zijn oren zit. Mevrouw Tweedy heeft zelf in een tijdschrift gelezen dat kippenpasteien veel meer geld opleveren dan de eieren die ze nu verkoopt. Ze geeft meneer Tweedy de opdracht om een pastij-machine te bouwen. De kippen krijgen van mevrouw Tweedy steeds meer te eten om ze vet te mesten. Alle kippen zijn hier dankbaar voor, maar Ginger heeft het plan door.
Wanneer de pastij-machine af is, wordt Ginger gevangen genomen. Zij is de eerste waar pastij van gemaakt wordt. Rocky ziet dit gebeuren en besluit Ginger te redden. Samen weten ze uit de machine te ontsnappen door de machine kapot te maken. Bij hun ontsnappingspoging weten ze een sticker van kippenpastijen mee te nemen, en laten deze aan de andere kippen zien. Deze geloven Ginger nu, en helpen mee met een laatste ontsnappingspoging.
Terwijl meneer Tweedy de pastij-machine probeert te repareren zijn de kippen druk bezig om alle kippenhokken om te bouwen tot een vliegtuig, zodat ze alsnog vliegend kunnen ontsnappen. Ze laten twee ratten hiervoor het gereedschap van meneer Tweedy stelen. Wanneer het vliegtuig af is, heeft meneer Tweedy de pastij-machine gerepareerd. Hij ziet dat de kippen een vliegtuig hebben gebouwd van zijn gestolen gereedschap, en probeert voor een laatste keer hun ontsnappingspoging te dwarsbomen. Dit mislukt, en het vliegtuig stijgt op.
Tijdens het opstijgen neemt het vliegtuig een lang lichtsnoer mee wat de kippen gebruikten als startbaan. Mevrouw Tweedy weet dit lichtsnoer vast te pakken, en vliegt zo mee met het vliegtuig. Met een hakbijl probeert ze voor de laatste keer de kippen te onthoofden, maar hakt hierbij het lichtsnoer doormidden, waardoor ze zelf naar beneden valt. Het is gelukt, de kippen zijn ontsnapt!

## Stemrollen
| Acteur             | Personage         | Nederlandse stemacteur | Vlaamse stemacteur  |
| ------------------ | ----------------- | ---------------------- | ------------------- |
| Julia Sawalha      | Ginger            | Katja Schuurman        | Veerle Dobbelaere   |
| Mel Gibson         | Rocky             | Huub van der Lubbe     | Stany Crets         |
| Imelda Staunton    | Bunty (Margriet)  | Jenny Arean            | Camilia Blereau     |
| Timothy Spall      | Nick (Patje)      | Rijk de Gooyer         | Wim Opbrouck        |
| Phil Daniels       | Fetcher (Ratje)   | Maarten Spanjer        | Günther Lesage      |
| Miranda Richardson | Mevr. Tweedy      | Ellen Pieters          | Sien Eggers         |
| Tony Haygarth      | Mr. Tweedy        | Kees van Lier          | Jan Hammenecker     |
| Benjamin Whitrow   | Fowler (Haantjes) | Wim van Rooij          | Alex Wilequet       |
| Jane Horrocks      | Babs              | Elle van Rijn          | Reinhilde Van Driel |
| Lynn Ferguson      | Mac (Nele)        | Maaike Schuurmans      | Fania Sorel         |